# Cap Skirring
Cap Skirring és una població a la costa de l'oceà Atlàntic de la regió de Ziguinchor, a la Casamance. És una destinació popular entre els europeus i disposa d'un aeroport i d'un camp de golf. El poble va ser poblat primer per pescadors i després va ser descobert pels francesos de Ziguinchor com a zona de platja recreativa a la dècada del 1960.